# Kenneth Leighton
Kenneth Leighton (født 2. oktober 1929 i Wakefield, Yorkshire, England, død 24. august 1988 i Edinburgh, Skotland) var en engelsk komponist og pianist.
Leighton studerede under Bernard Rose i Oxford og Goffredo Petrassi i Rom.
Han var i starten inspireret af Edward Elgar, men slog efter studier hos Petrassi over i en mere seriel retning.
Han har komponeret tre symfonier (to og tre med vokalsolist), en symfoni for strygere, en cellokoncert, orgelkoncert og tre klaverkoncerter.

## Udvalgte værker
- Symfoni (1949) - for strygeorkester
- Symfoni nr. 1 (1964) - for orkester
- Symfoni nr. 2 "Mystisk symfoni" (1974) - for sopran, kor og orkester
- Symfoni nr. 3 "Fælles musik" (1984) - for orkester
- 3 Klaverkoncerter (1959, 1960-1962, 1969 : nr. 3 "Sommerkoncert") - for klaver og orkester
- Orgelkoncert (1970) - for orgel, pauker og strygeorkester
- Violinkoncert (1952) - for violin og orkester
- cellokoncert (1956) - for cello og orkester
- "Fuglene" (koral suite) (1954) -  for sopran, tenor, kor og  orkester
- "Columba"  (1977) for alt, tenor, kor og orkester